# Динамо (Хо)
ФК «Дина́мо» Хо (англ. Ho Dynamo Football Club) — ганський футбольний клуб з міста Хо, заснований у 2006 році. Виступає у Першій лізі. Домашні матчі приймає на стадіоні «Хо Спортс Стедіум», потужністю 5 000 глядачів.